# Strige
Strige (znanstveno ime Chilopoda) so razred členonožcev, ki jih natančneje uvrščamo med stonoge in so verjetno najbolj prepoznavni predstavniki stonog. Po ocenah živi danes približno 8.000 vrst strig, od tega jih je znanih in opisanih približno 3.000.

## Telesne značilnosti
So srednje veliki do veliki členonožci, dolgi od 3 mm do skoraj 30 cm. Večina evropskih in severnoameriških vrst meri med 3 in 6 cm. Večje predstavnike najdemo v tropih, kjer pogosto presegajo 20 cm v dolžino, največja znana vrsta pa je Scolopendra gigantea, dolga skoraj 30 cm. Večina vrst, posebej tistih, ki živijo v zmernem pasu, je rdečkaste, rjave ali rumenkaste barve, tropske vrste pa so lahko živih svarilnih barv.
Glava je na vrhu izbočena ali sploščena, tipalnice izraščajo iz sprednjega roba. Oči so pri različnih skupinah zelo različno razvite. Lahko manjkajo, so sestavljene iz posameznih očesc ali pa so kompleksnejše sestavljene oči. Obustni aparat, ki se nahaja na spodnji strani, tvorijo nazobčana sprednja čeljust (mandibula) in dva para zadnjih čeljusti (maksil). Prekriva ga par velikih, navznoter zakrivljenih strupnikov (t. i. forcipul), ki sta pravzaprav okončini prvega člena oprsja.
Prvemu členu oprsja, ki nosi strupnike, sledi še 15 ali več členov, iz katerih izrašča po par nog, in zadnja dva, ki ne nosita okončin, temveč spolne organe. Zadnji par nog ima vlogo tipanja ali obrambe in ne sodeluje pri hoji. Najbolj opazno je to pri litobiomorfih, kjer je obrnjen nazaj in podoben tipalnicam. Zadka nimajo.
Dihajo z vzdušnicami. Izvorno se par vzdušnic odpira ob strani vsakega člena oprsja tik nad nogami, vendar lahko odprtine pri posameznih vrstah ponekod manjkajo. Tudi v notranjosti so dihala različno oblikovana, odvisno od skupine. Pri skupini dolgonožk (Scutigeromorpha) se je razvil bolj pljučem podoben sistem vzdušnic, kjer se spirakel odpira v atrij, iz katerega vodijo gruče kratkih vzdušnic, ki jih obliva kri. Prebavilo je enostavna ravna cev, v katero se v glavi odpirajo žleze slinavke. Vlogo izločal ima par malpighijevih cevk, a strige večino odvečnega dušika izločijo neposredno kot amonijak, ne kot sečno kislino.

## Razmnoževanje
Oploditev je zunanja. Spolno zrel samec splete majhno svileno mrežo na tleh in nanjo odloži paket semenčic (spermatofor), ki lahko meri več milimetrov. Samci mnogih vrst ob tem dvorijo samicam in jih usmerjajo proti spermatoforu, ki ga le-te poberejo s svojo genitalno odprtino. 
Samice predstavnikov skolopendromorfov in geofilomorfov izležejo jajčeca v skupinah po okrog 15 v kamrico, ki jo izdolbejo v razpadajoč les ali prst. Jajčeca nato varujejo tako, da se s telesom ovijejo okrog skupine. Samice litobiomorfov in dolgonožk prenašajo jajčeca nekaj časa s seboj in jih nato odložijo posamič v prst.
Populacije nekaterih vrst so partenogenetske in jih sestavljajo izključno samice.

## Ekologija
Strige živijo po vsem svetu v območjih z zmernim in tropskim podnebjem od obal do visokogorja. So talne (edafske) živali, ki živijo v prsti, humusu, pod kamni in odmrlim lesom. So večinoma nočne živali; podnevi se skrivajo v špranjah, kar jih varuje pred izsušitvijo. Večina znanih vrst je plenilskih, lovijo v glavnem druge manjše členonožce, plen večjih vrst pa so tudi žabe, kače, ptiči in celo miši. Nekatere vrste se prehranjujejo tudi s polži in deževniki. Plen zaznajo s tipalnicami in ga ubijejo ali omamijo s strupniki.
So med najpomembnejšimi plenilci med členonožci v gozdnem ekosistemu, predvsem v dinarskih gozdovih. Nekatere vrste so se prilagodile na jamsko okolje - te imajo podaljšane tipalnice, reducirane oči in pigmentiranost ter druge prilagoditve.
Predvsem velike tropske vrste pri ljudeh vzbujajo strah. Njihov ugriz je lahko zelo boleč, a ne dovolj strupen da bi povzročil smrt, niti pri otrocih. Obstajajo starejši zapisi o smrtnih žrtvah strig, a je njihovo zanesljivost težko oceniti. Ugriz večjih vrst je lahko kljub temu problematičen pri ljudeh, ki so alergični na pike čebel, manjše vste pa ne morejo predreti kože.

## Sistematika
Strige v grobem ločimo v dva podrazreda, Epimorpha in Anamorpha. Predstavniki prvega imajo več kot 21 parov nog in njihove samice varujejo izlegla jajčeca. Predstavniki drugega imajo 15 parov nog in ne poznajo skrbi za jajčeca. Najpomembnejša razlika je razvoj ličink - epimorfoza oz. anamorfoza, po katerih sta skupini dobili tudi ime. Pri epimorfozi se mlad osebek izvali že s končnim številom nog, pri anamorfozi pa ima manj nog kot odrasla žival in se njihovo število veča ob vsaki levitvi.
podrazred Anamorpha
- red Scutigeromorpha (dolgonožke oz. skutigeomorfi) - zelo aktivne in hitre živali z dolgimi nogami in tipalnicami, dihala drugačna od ostalih
  - družina Pselliodidae
  - družina Scutigeridae
  - družina Scutigerinidae
- red Lithobiomorpha (litobiomorfi) - na hrbtu se izmenjujejo velike in majhne plošče skeleta
  - družina Henicopidae
  - družina Lithobiidae
- red Craterostigmomorpha - dve znani vrsti, ki živita samo na Tasmaniji in Novi Zelandiji. Vmesna stopnja med anamorfi in epimorfi.[2]

podrazred Epimorpha
- red Geophilomorpha (geofilomorfi) - 31 do 170 parov nog, prilagojeni za ritje pod površino, brez oči
  - družina Mecistocephalidae
  - družina Neogeophilidade
  - družina Geophilidae
  - družina Linotaeniidae
- red Scolopendromorpha (skolopendromorfi) - večinoma 21 parov nog
  - družina Cryptopidae
  - družina Scolopendridae
  - družina Scolopocryptopidae

Podrazred Anamorpha združuje izvorne tri skupine, iz katerih so se razvili epimorfi. Zato je Anamorpha parafiletska in torej po sodobni filogenetski klasifikaciji neustrezna skupina.
V Sloveniji je skupina razmeroma dobro raziskana. S slovenskega ozemlja je opisanih 94 vrst, poleg tega pa je znanih še okrog 10 vrst, katerih najdbe še niso bile objavljene.